# Aguas Blancas (Iruya)
Aguas Blancas (weiße Wässer) ist ein Weiler im Nordwesten Argentiniens. Er gehört zum Departamento Iruya in der Provinz Salta und liegt am Fluss Iruya, etwa 10 km nordöstlich des Dorfes Iruya, 8 km westlich des Dorfes Las Higueras, 1,5 km westlich der Ortschaft Chañar und 3 km nordnordwestlich des Dorfes Abra de Araguyoc.